# Frontignan
Frontignan là một xã trong vùng Occitanie, thuộc tỉnh Hérault, quận Montpellier, tổng Frontignan (Chef-Lieu). Tọa độ địa lý của xã là 43° 26' vĩ độ bắc, 03° 45' kinh độ đông. Frontignan nằm trên độ cao trung bình là 2 mét trên mực nước biển, có điểm thấp nhất là 0 mét và điểm cao nhất là 223 mét. Xã có diện tích 31,72 km², dân số vào thời điểm 1999 là 19145 người; mật độ dân số là 603 người/km².

## Thông tin nhân khẩu
| 1962  | 1968   | 1975   | 1982   | 1990   | 1999   | 2006   |
| ----- | ------ | ------ | ------ | ------ | ------ | ------ |
| 8.309 | 11 141 | 12 238 | 14 951 | 16 245 | 19 145 | 21 176 |